# Zone de conservation
Une Zone de conservation est un espace dont l'utilisation est limitée avec l'objectif de sécuriser la diversité naturelle.